# Postwertzeichen
Postwertzeichen sind amtliche Wertzeichen, welche der Erhebung oder der Verrechnung von Postgebühren (oder -entgelten) in Höhe ihres Nennwertes dienen.

## Arten
Gewöhnlich unterscheidet man vier Arten von Postwertzeichen:
- die Briefmarken,
- die Karten, Umschläge oder Formulare mit Wertzeichenaufdruck (in der Philatelie als Ganzsache bezeichnet),
- die Internationalen Antwortscheine und
- die Freistempelabdrucke.

Mit der Internetmarke ist es möglich, am Computer Frankiervermerke (virtuelle Briefmarken) selbst auszudrucken und damit auf herkömmliche Briefmarken zu verzichten.

## Deutsches Reich und Bundesrepublik Deutschland

### Etymologie
Der rechtsgeschichtlich und rechtsdogmatisch frühe und grundlegende Aufsatz von Josef Kohler über das Recht der Briefmarken von 1892 verwendet durchgängig das Wort „Briefmarke“. Erst auf Seite 19 seines Aufsatzes spricht er erstmals unsystematisch und als Synonym je einmal von „Postzeichen“ (S. 334), „Postwertzeichen“ und „Wertzeichen“ (S. 335 f.). Die Wörterbücher der deutschen Sprache und Lexika nahmen den Begriff „Postwertzeichen“ erst später und zudem nur vereinzelt auf. Daraus kann geschlossen werden, dass „Postwertzeichen“ 1892 ein fachsprachliches und im Alltag selten gebrauchtes Wort war. In der Umgangssprache scheint es auch späterhin keinen festen Fuß gefasst zu haben; nur wenige Postbenutzer haben anscheinend am Postschalter je „Postwertzeichen“ verlangt.
Entstanden ist der Ausdruck „Postwertzeichen“ jedoch schon früher. So existierte bereits 1888 das Buch „Die Kunde von den Postwertzeichen“ und im Jahr 1892, in dem Kohler seinen Aufsatz vorlegte, lag das „Handbuch für Postwertzeichensammler“ bereits in 7. Auflage vor. Der Ausdruck „Postwertzeichen“ scheint sich deshalb gebildet zu haben, weil Briefmarken später auch zur Kennzeichnung der entrichteten Gebühr für andere Postdienste herangezogen wurden, sodass der Wortteil „Brief“ de facto nicht mehr vollständig der Realität entsprach: „Seitdem die B[riefmarke] auch zur Frankierung andrer Postsendungen sowie von Telegrammen verwendet wird, ist amtlich die Bezeichnung Postwertzeichen angenommen worden.“ Damit wurde „Postwertzeichen“ als Überbegriff für „Briefmarke“ etabliert.

### Deutsche Bundespost 1950–1994

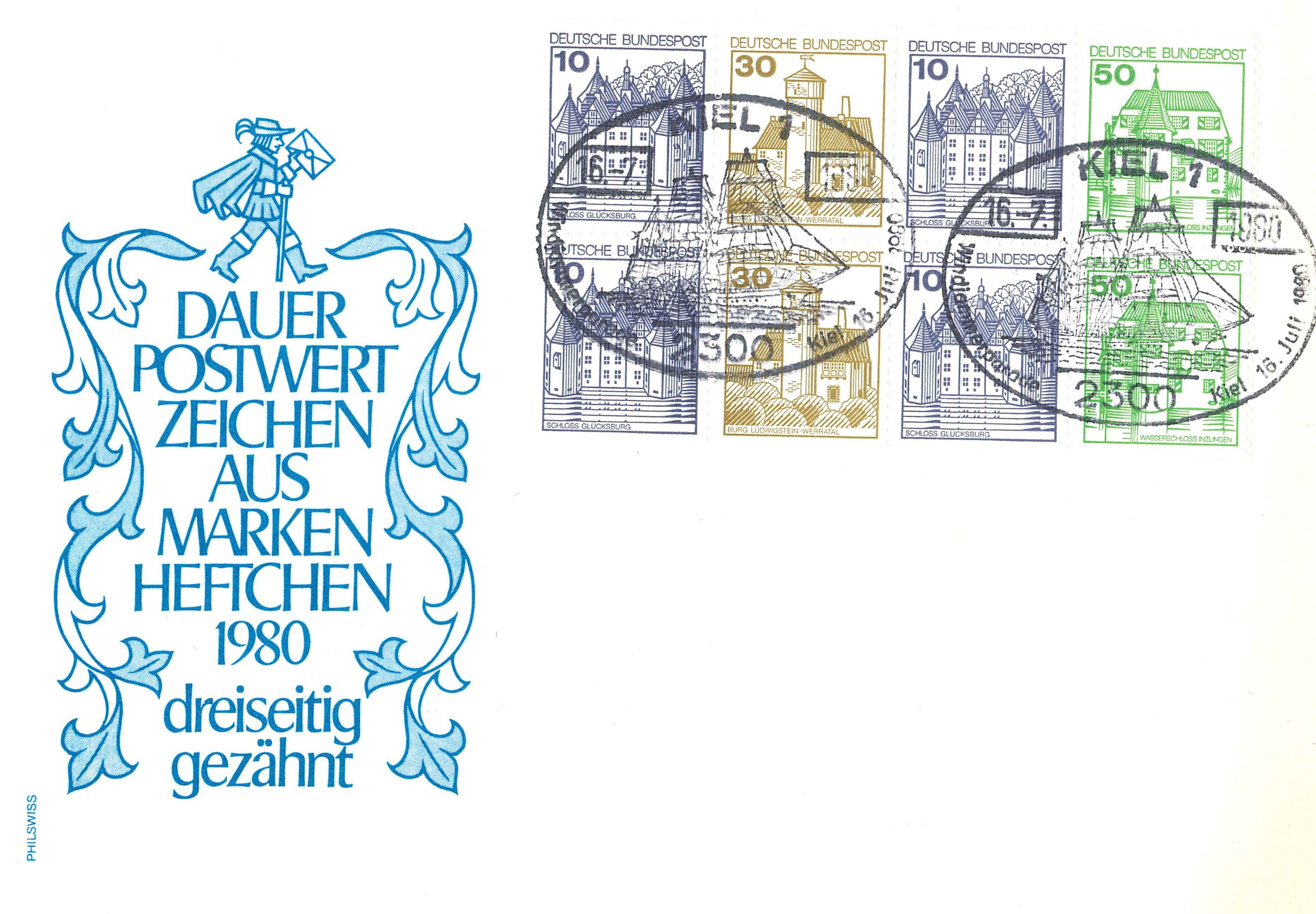
Ersttagsbrief 1980

Die Deutsche Bundespost gab als Behörde der Bundesrepublik von 1950 bis 1994 „amtliche Postwertzeichen“ heraus; „Postwertzeichen“ war auch der offizielle Rechts- und Gesetzesbegriff.
„Briefmarke“, „Freimarke“ und andere Bezeichnungen waren in dieser Zeit Ausdrücke der Alltags- und Umgangssprache oder des Fachjargons.
Die hoheitlichen „Postwertzeichen“ gehörten als geldähnlich zu den „amtlichen Wertzeichen“ im Sinne des Strafgesetzbuches (StGB). Ihre Fälschung wurde gemäß § 148, § 149 StGB als „Wertzeichenfälschung“ bestraft.

### Deutsche Post AG
Durch Änderungen des Grundgesetzes der Bundesrepublik Deutschland und weiterer Vorschriften wurde die öffentlich-rechtlich organisierte Deutsche Bundespost im Jahr 1994 in die privatrechtliche „Deutsche Post Aktiengesellschaft“ umgewandelt (sog. Post-Privatisierung).
Seit 1995 vertreibt die Deutsche Post AG als privatrechtliches Wirtschaftsunternehmen die Briefmarken, welche von 1995 bis 1997 vom Bundesministerium für Post und Telekommunikation und seit 1998 gemäß § 43 des Postgesetzes vom Bundesministerium der Finanzen herausgegeben werden. Diese sind heute zivilrechtliche „kleine Inhaberpapiere“ gemäß § 807 BGB. Ihre Fälschung ist deshalb seitdem keine Wertzeichenfälschung mehr, sondern Urkundenfälschung nach § 267 StGB.
Die Deutsche Post AG bietet auch die Möglichkeit, individuell gestaltete Postwertzeichen aufzulegen.